# Ренатус Тайллер
Ренатус Тайллер (нім. Renatus Theiller; 13 вересня 1894, Мюльгаузен, Німецька імперія — 24 березня 1917, Аррас, Франція) — німецький льотчик-ас, лейтенант Імперської армії.

## Біографія
12 вересня 1913 року став власником льотного сертифікату №511. Під час Першої світової війни літав у складі 44-го, у 1916 році — 25-го польового льотного дивізіону, причому в останньому його спостерігачем був оберлейтенант Отто Крістіан Шмідт — майбутній ас із 20-ма перемогами. Разом із ним вони збили аеростат у липні 1916 року. Пізніше Тайллер був переведений в 5-ту винищувальну ескадрилью, де літав на винищувачах Albatros D.III, поки не загинув у бою біля Арраса 24 березня 1917 року: він був збитий о 09:00 з літака Sopwith 1½ Strutter із 70-ї ескадрильї.
Всього за час бойових дій здобув 12 перемог (з них 2 аеростати), ще 1 перемогазалишилась непідтвердженою.